# وست وینچ
وست وینچ (به انگلیسی: West Winch) یک روستا و محله مدنی در بریتانیا است که در King's Lynn and West Norfolk واقع شده‌است. وست وینچ ۸٫۰۲ کیلومتر مربع مساحت و ۲٬۷۳۴ نفر جمعیت دارد.